# Magdaleno Cano
Magdaleno Cano Medina (* 29. Mai 1933 in Celaya; † 8. Januar 2009 in Moctezuma) war ein mexikanischer Radrennfahrer.

## Sportliche Laufbahn
Cano war im Straßenradsport aktiv. Er war Teilnehmer der Olympischen Sommerspiele 1956 in Melbourne. Im olympischen Straßenrennen wurde er beim Sieg von Ercole Baldini 9. des Rennens und damit bester Fahrer des amerikanischen Kontinents. Die mexikanische Mannschaft mit Magdaleno Cano, Francisco Lozano Borgoni, Felipe Liñán und Rafael Vaca Váldez kam in der Mannschaftswertung nicht in die Wertung, da nur Cano das Ziel erreichte.
Bei den Panamerikanischen Spielen 1955 gewann er die Bronzemedaille in der Mannschaftswertung des Straßenrennens mit Rafael Vaca Váldez und Antonio Solis. 1954 wurde er Zweiter in der Mexiko-Rundfahrt hinter Ángel Romero Llamas, 1955 Zweiter der Rundfahrt hinter Rafael Vaca Valdéz.